# Фаунтин-Лейк (Арканзас)
Фаунтин-Лейк (англ. Fountain Lake City) — город, расположенный в округе Гарленд (штат Арканзас, США) с населением в 409 человек по статистическим данным переписи 2000 года.

## География
По данным Бюро переписи населения США город Фаунтин-Лейк имеет общую площадь в 9,06 квадратных километров, водных ресурсов в черте населённого пункта не имеется.
Фаунтин-Лейк расположен на высоте 180 метров над уровнем моря.

## Демография
По данным переписи населения 2000 года в Фаунтин-Лейке проживало 409 человек, 126 семей, насчитывалось 161 домашнее хозяйство и 174 жилых дома. Средняя плотность населения составляла около 44,5 человек на один квадратный километр. Расовый состав Фаунтин-Лейка по данным переписи распределился следующим образом: 97,56 % белых, 0,24 % — чёрных или афроамериканцев, 0,98 % — коренных американцев, 0,49 % — представителей смешанных рас, 0,73 % — других народностей. Испаноговорящие составили 0,73 % от всех жителей города.
Из 161 домашних хозяйств в 32,3 % — воспитывали детей в возрасте до 18 лет, 59,0 % представляли собой совместно проживающие супружеские пары, в 13,7 % семей женщины проживали без мужей, 21,7 % не имели семей. 16,8 % от общего числа семей на момент переписи жили самостоятельно, при этом 4,3 % составили одинокие пожилые люди в возрасте 65 лет и старше. Средний размер домашнего хозяйства составил 2,54 человек, а средний размер семьи — 2,85 человек.
Население города по возрастному диапазону по данным переписи 2000 года распределилось следующим образом: 23,2 % — жители младше 18 лет, 8,1 % — между 18 и 24 годами, 30,1 % — от 25 до 44 лет, 26,7 % — от 45 до 64 лет и 12,0 % — в возрасте 65 лет и старше. Средний возраст жителей составил 38 лет. На каждые 100 женщин в Фаунтин-Лейке приходилось 101,5 мужчин, при этом на каждые сто женщин 18 лет и старше приходилось 97,5 мужчин также старше 18 лет.
Средний доход на одно домашнее хозяйство в городе составил 30 469 долларов США, а средний доход на одну семью — 31 188 долларов. При этом мужчины имели средний доход в 25 547 долларов США в год против 11 731 доллар среднегодового дохода у женщин. Доход на душу населения в городе составил 15 943 доллара в год. 8,1 % от всего числа семей в округе и 16,2 % от всей численности населения находилось на момент переписи населения за чертой бедности, при этом 23,5 % из них были моложе 18 лет.